# Ryan Higa
Ryan Higa (* 6. června 1990 Hilo, Havaj) je americký komik a herec japonského původu a zároveň provozovatel YouTube kanálu Nigahiga.
Přestěhoval se do Las Vegas, studovat filmovou tvorbu na Nevadské univerzitě v Las Vegas a začal vytvářet videa společně i s dalšími osobnostmi YouTube, jako je KevJumba. Jsou známí pro svá komická videa, která dosáhla přes 1,6 miliardy zhlédnutí. K prosinci 2013 se kanálu Nigahiga přičítalo přes 11 milionů odběratelů a byl devátým nejsledovanějším YouTube kanálem. Název kanálu vznikl z kombinace slova „Niga“, což v překladu z japonštiny znamená „chvástat se“, a jeho příjmení Higa.

## Historie
Ryan Higa a Sean Fujiyoshi (spoluzakladatel kanálu Nigahiga) započali svoji kariéru zveřejňováním tzv. playback písní v roce 2006, kdy stále ještě navštěvovali Waiakea High School. Jejich písně se pak začaly rozšiřovat o celou řadu parodií a komických videí. Občasnými hosty ve videích byli Tim Enos, Ryan Villaruel, Kyle Chun a Tarynn Nago, společně známí jako „Yabo Crew“.
Na Štědrý den roku 2008 byla dvě z jejich nejznámějších videí, How To Be Gangster a How To Be Emo, smazána z důvodu porušování autorských práv. Dne 21. ledna 2009 byl účet Nigahiga dočasně zablokován s požadavkem, aby byla smazána i další autorsky chráněná videa. Z tohoto důvodu byla odstraněna téměř všechna playback videa Ryana Higy (s výjimkou „You're Beautiful“) a stejně tak i další videa, která obsahovala písně chráněné autorským právem. Následně už všechny písně či skladby použité ve videích pocházely výhradně z vlastní tvorby. Videa How to be Gangster a How to be Emo byla znovu zveřejněna na kanálu Nigahiga v srpnu roku 2009, avšak za pár dní byla společně s How to be Ninja a How to be Nerd opět smazána. Na jaře roku 2010 byla videa How to be Ninja, How to be Gangster a How to be Emo znovu zveřejněna. Ryan Higa si založil nový YouTube kanál s názvem „HigaTV“, kde začal zveřejňovat video blogy a videa ze zákulisí.
Kanál Nigahiga byl spuštěn 20. července 2006. Ke dni 21. prosince 2010 dosáhl 3 milionů odběratelů a v květnu 2012 byla jeho videa zhlédnuta více než 1,17miliardkrát.

## Filmy
V roce 2008 jim losangeleský producent Richard Van Vleet nabídl pomoc při natáčení jejich prvního celovečerního filmu. Výsledný film, Ryan and Sean's Not So Excellent Adventure, byl režírován Richardem Van Vleetem a měl premiéru v kinech na Havaji a v Kalifornii 14. listopadu 2008. DVD vyšlo v USA 14. července 2009. Ryan and Sean's Not So Excellent Adventure pojednává o nepříliš úspěšném producentovi, ztvárněném Michaelem Buckleym, který musí sehnat známé celebrity a natočit filmový hit během 30 dnů, nebo ho vyhodí z práce. Ryan a Sean nabídku přijmou a octnou se ve spoustě komických situací.
Ninja Melk je krátký šestadvacetiminutový film o ninjovi. Premiéra filmu proběhla v srpnu 2009. Děj se točí kolem ninji jménem mistr Ching Ching, který posílá svého studenta Lapchung (hraje Bryson Murata), aby našel náhradu. Ten najde Ryana a Seana, aby dopadli zlého Bokchoy (hraje Tim Enos) a jeho pomocnici Ginu (hraje Tarynn Nago).
Další nezávislý film, dlouhý 35 minut, vytvořil s Wong Fu Productions pod názvem Agents of Secret Stuff a byl zveřejněn na Ryanově kanálu 24. listopadu 2010. Hráli v něm i další známé tváře YouTube, jako např. Aki Aleong. Agents of Secret Stuff je o mladém A.S.S. (Agent of Secret Stuff, hraje Higa), který je v utajení poslán na střední školu, aby ochránil jednu žákyni, dívku jménem Taylor (hraje Arden Cho), před "the S.I.N.S" (Society Involving Not-So-Good Stuff). Ve filmu se objevily i osobnosti jako Ian Hecox (Smosh), D-Trix (Quest Crew), Kassem G nebo Hiimrawn.

## Videografie

### Parodie na reklamy
- The iPod Human
- The ShamWOOHOO!
- ChildrensBop!
- The Portobello Mushroom Burger
- The Big Bouncing Inflatable Green
- Hook on Fonik
- I broke my Nexus One!
- The Snuggo
- The iNavigator
- TEEHEE Band
- Hard And Black Realistic But Not Real Gun

### How to be...
- How to be Ninja
- How to be Gangster
- How to be Emo
- How to be Nerd (neveřejné)
- How to be UFC Fighter (neveřejné)
- How to be at the Premiere
- How to be a YouTube Celebrity
- How To Spot A Pothead

### Playback písně
- You're Beautiful
- Circle Circle Dot Dot (neveřejné)
- I'm a Gangster (neveřejné)
- Wannabe (neveřejné)
- Fergalicious (neveřejné)
- Savin' Me (neveřejné)
- My Heart Will Go On (neveřejné)
- Destiny's Angels (neveřejné)
- Milk and Cereal (neveřejné)
- Numa Numa (neveřejné)
- Irreplaceable (neveřejné)
- London Bridges (neveřejné)
- Barbie Girl (neveřejné)
- I Love Them Hoes (neveřejné)
- Promiscuous (neveřejné)
- I Just Want You To Know (neveřejné)
- Sukiyaki (neveřejné)

### Série Movies in Minutes
- Movies In Minutes - Titanic
- Movies In Minutes - The Grudge
- Movies In Minutes - Twilight
- Movies In Minutes - Harry Potter
- Movies In Minutes - X-Men Origins: Wolverine
- Movies In Minutes - Transformers: Revenge of the Household Objects
- Movies In Minutes - Saw 12
- Movies In Minutes - New Moon (Twilight: New Moon)
- Movies In Minutes - Facebook the Movie
- Movies In Minutes - Final Destination
- Movies In Minutes - Chronicle
- What is KONY 2012? (neveřejné)
- Movies in Minutes - Avengers

### Hudební videa
- Asian Boy - Yank Dat Cameltoe
- Sorry Fans, Blame My ADD (Sorry, Blame it on Me)
- So Damn Stupid! (YAHHH!)
- Asian Boy - I Miss You Soulja Boy (Better in Time)
- The Ninja Glare (In the Ayer)
- Tweet Whore
- I'm a Chingstah! (I'm a Gangster)
- Like a Good Boy (Like A G6)
- Shed a Tear (Rocketeer) – ve spolupráci Chester See a KevJumba
- I'm Hardcore – ve spolupráci David Choi a JR Aquino
- Nice Guys – ve spolupráci Chester See a KevJumba
- Christmas Swag – ve spolupráci s D-Trix
- Bromance (oficiální videoklip)

### Série Ninja Melk
1. Ninja Melk Preview
2. Ninja Melk Trailer
3. Ninja Melk

### Série Off the Pill
- Off The Pill - Stink People
- Off The Pill - Farts
- Off The Pill - Nosy People
- Off The Pill - 2009
- Off The Pill - BIEBER FEVER
- Off The Pill - Weird People
- Off The Pill - Rebecca Black (Friday)
- Off The Pill - Arrogant People
- Off The Pill - Feminist
- Off The Pill - Dancing
- Off The Pill - Christmas Spirit
- Off The Pill - Judgement

### Rants
- Ranting about Music (neveřejné)
- Rant on Liars (neveřejné)
- Rant on Comments (neveřejné)
- Rant on Nosy People (neveřejné)
- Rant on Stink People (neveřejné)
- Rant on ADD (neveřejné)
- Violence (neveřejné)
- Rant on Asian Dramas
- Rant on Music (nové zpracování)
- 2012: End of the World

### Ryan and Sean's Not So Excellent Adventure
- The Super Secret!
- Ryan and Sean's NSEA

### Série Skitzo
- Skitzo - Introductions
- Skitzo - The Halloween Story
- Skitzo - The PSA
- Skitzo - Valentine's Day
- Skitzo - Despicable Me
- Skitzo - Reunited

### Parodie na TV pořady
- Mind Geek (Mind Freak) (neveřejné)
- House
- Dude vs. Wild – The Desert (Man vs. Wild)

### Série Word of the Day
- Word of the Day - Pwned
- Word of the Day - Bromance – ve spolupráci s Jay Park
- Word of the Day - Swog

### Agents of Secret Stuff
- NEW NIGAHIGA MOVIE (TEASER)
- Agents of Secret Stuff Trailer (oficiální)
- Agents of Secret Stuff

### Charita
- Honk For Japan

### Série Daily Life of...
- Daily Life of Rustin Hieber
- Daily Life of NinjaHinja
- Daily Life of a Basketballer

### HigaTV
- Australia Trip
- Freedumb
- Nice Guys (ze zákulisí)
- Tag Your Green!
- Canada Trip
- 4 Guys 1 Car (originál, odstraněn)
- 4 Guys 1 Car (nové zpracování)
- Vidcon and ISA
- Marley and Me
- Sole Mate (freestyle)
- ISA Trailer
- YTF in Hawaii
- Sh*t People From Hawaii Say (smazané scény)
- Chronicle Bloopers
- YTF Cinnamon Challenge!
- Bromance (ze zákulisí)
- Internet Icon (soutěž)

### Jiné
- Adjusting the Sails (neveřejné)
- The Number 21 (Beautiful Girls [Ghetto Style] (neveřejné)
- Munky Tag (neveřejné)
- The Stalking Mangina Preview
- Subliminal Messaging (neveřejné)
- Hilo Puppets
- Romantic Valentines Day Story
- Vote for REVO
- A Message to All Haters
- Sean Returns!
- YouTube Live – WTH is a VLog
- Thanksgving Campaign (odstraněno)
- Copyrighted
- Nigahiga Tee-Shirts (neveřejné)
- Why Chris Brown Beat Rihanna
- Will Ferrell Calling me out? (neveřejné)
- I wanna play a game (neveřejné)
- Braces?! (neveřejné)
- Things I Like (neveřejné)
- REVO (neveřejné)
- sponsored (neveřejné)
- 5 Nigahiga facts (neveřejné)
- Asians Wrestle (neveřejné)
- FedUp
- Royal Wedding Reaction Video
- The Announcement
- Clubs Sicken Me!
- That Awkward Moment When
- YTF
- Things that Ruin Thanksgiving
- Sh*t ___ Say
- Forever Alone
- YouTube Apocalypse